# Oopsis variivestris
Oopsis variivestris là một loài bọ cánh cứng trong họ Cerambycidae.